# Edition Hotels
Edition Hotels, EDITION – amerykańska sieć hotelowa należąca do Marriott International. Do sieci należy 13 hoteli z łącznie 3 129 pokojami (31 grudnia 2021).

## Historia
Sieć założona w 2010 we współpracy z amerykańskim hotelarzem Ianem Schragerem.

## Hotele
Do sieci należy 19 hoteli na całym świecie, w tym sześć hoteli w Europie. W Polsce nie występują hotele EDITION (10 lutego 2023).

### Ameryka Północna
- Meksyk

- The Riviera Maya EDITION at Kanai

- Stany Zjednoczone

- Floryda

- The Miami Beach EDITION
- The Tampa EDITION

- Kalifornia

- The West Hollywood EDITION

- Nowy Jork

| • The New York EDITION | • The Times Square EDITION |

### Azja & Oceania
- Chiny

| • The Sanya EDITION | • The Shanghai Edition |

- Japonia

- The Tokyo EDITION, Toranomon

- Singapur

- The Singapore EDITION

### Bliski Wschód & Afryka
- Arabia Saudyjska

- The Jeddah EDITION

- Katar

- The Doha EDITION

- Zjednoczone Emiraty Arabskie

- The Abu Dhabi EDITION
- The Dubai EDITION

### Europa
- Hiszpania: Barcelona The Barcelona EDITION; Madryt The Madrid EDITION
- Islandia: Reykjavík, The Reykjavik EDITION
- Turcja: Bodrum The Bodrum EDITION
- Wielka Brytania: Londyn The London EDITION
- Włochy: Rzym The Rome EDITION